# Jeune Berger assis
Jeune Berger assis est un tableau d'Hippolyte Flandrin réalisé en 1834, une peinture à l'huile sur toile conservée au musée des Beaux-Arts de Lyon.

## Histoire
Le modèle italien qui a posé pour ce tableau se retrouve dans d'autres compositions de Flandrin, tandis que le paysage est sans doute imaginaire, le tableau ayant probablement été peint en atelier. Lors de sa séance du 2 juillet 2012, le Conseil municipal de Lyon a approuvé la demande de restauration de l'œuvre présentée lors de la Commission régionale du 8 novembre 2011, pour la somme de 12 000 €.

## Description
Le tableau présente un jeune homme nu, les cheveux noirs, la tête inclinée, l'attitude nonchalante, assis au pied d'un imposant tronc d'arbre. Présenté par le titre de l'œuvre comme étant berger, le corps vigoureux et musclé, il tient un bâton de berger entre ses jambes, tandis que son manteau de couleur orangée est enroulé autour de son bras gauche. À l'arrière-plan s'étend à gauche un paysage champêtre composé d'une végétation peu abondante, un troupeau de moutons avec un autre pâtre étendu à terre, et une falaise, tout ceci sous un ciel bleu pâle.

## Analyse
Ce tableau est fréquemment vu comme un hymne à la beauté masculine, d'autant que le sexe du garçon, bien que caché, est au centre de la composition, la main gauche enfouie dans le manteau au niveau du sexe, et l'attitude alanguie du personnage suggérant l'idée d'une attente sexuelle. La présence du bâton et de l'arbre semblent également constituer des symboles phalliques.